# Monte Croce di Muggio
Der Monte Croce di Muggio ist ein 1799 m s.l.m. hoher Berg in den Bergamasker Alpen in Italien. Er liegt östlich des Comer Sees.

## Routen zum Gipfel
Ausgangspunkte sind Mornico (970 m) in der Nähe von Bellano, südwestlich des Gipfels gelegen, oder Giumello (1536 m) im Nordosten. Ein beliebter Anstieg (Bergweg) beginnt in Mornico und führt über die Flanke des Matoch (1379 m) zum Alpe Chiaro (1531 m). Von dort geht es zunächst auf ebenem Weg weiter zum Rifugio Capanna Vittoria (1536 m) und dann zum Gipfelkreuz des Croce di Muggio.